# Marcel Vanco

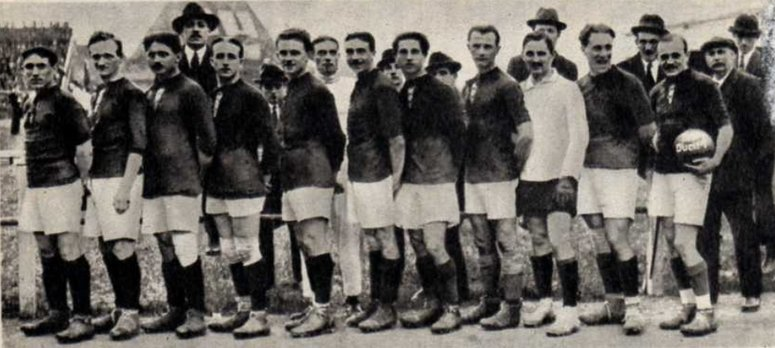
Vanco (7. v. l. von allen im schwarzen Trikot) als Teil der Pokalsiegerelf 1920

Marcel Vanco (* 19. März 1895 in Marseille; † 15. Juli 1987 in Roubaix) war ein französischer Fußballspieler.

## Vereinskarriere
Der Abwehrspieler Vanco kam 1909 als Jugendlicher zum Stade Helvétique Marseille. Bei dem Klub, der hauptsächlich Spieler aus der Schweiz umfasste, stand  er während der Saison 1912/1913 im Kader der ersten Mannschaft und erreichte mit dieser das Meisterschaftsfinale des Verbandes USFSA. Als einer von lediglich zwei Franzosen gehörte der damals gerade 18-Jährige im April 1913 der Endspielelf an und konnte durch einen 1:0-Erfolg gegen den FC Rouen den Titel gewinnen. 1914 wurde der Spielbetrieb bedingt durch den Ersten Weltkrieg weitgehend eingestellt. Während des Krieges kämpfte er als Soldat und nahm an der Schlacht um Verdun teil, doch spielte er im Trikot von Olympique Marseille zeitweise weiter Fußball.
1918 zog Vanco in die französische Hauptstadt Paris, um dort Tiermedizin zu studieren. Gleichzeitig schloss er sich der Mannschaft von CA Paris an, mit der er den Einzug ins nationale Pokalfinale 1920 schaffte. Er wurde im Endspiel aufgeboten und konnte mit seinen Kameraden durch einen 2:1-Sieg gegen den Le Havre AC die Trophäe gewinnen. 1923 wechselte er zum im äußersten Norden des Landes angesiedelten RC Roubaix und trug fünf Jahre lang dessen Trikot, bevor er 1928 im Alter von 33 Jahren das Fußballspielen aufgab. Die Einführung des Profifußballs in Frankreich, die 1932 erfolgte, verpasste er somit um vier Jahre.

## Nationalmannschaft
Vanco war 25 Jahre alt, als er am 25. März 1920 bei einem 2:1-Sieg in einem Freundschaftsspiel gegen Belgien im Trikot der französischen Nationalelf debütieren konnte. Fortan wurde er regelmäßig aufgeboten und war am 5. Mai 1921 bei einem 2:1 gegen die englische Amateurmannschaft am ersten Sieg der Franzosen gegen die Rivalen aus Großbritannien beteiligt. Am 28. Oktober 1923 bestritt er bei einer 0:2-Niederlage gegen Norwegen sein achtes und zugleich letztes Länderspiel. Ein Torerfolg im Nationaltrikot war ihm verwehrt geblieben.